# Tomaspis intermedia
Tomaspis intermedia är en insektsart som beskrevs av Fowler 1897. Tomaspis intermedia ingår i släktet Tomaspis och familjen spottstritar. Inga underarter finns listade i Catalogue of Life.